# 杉本純子
杉本 純子（すぎもと じゅんこ、1977年〈昭和52年〉7月23日 - ）は、日本の政治家。参政党所属の参議院議員（1期）。

## 来歴
愛知県名古屋市出身。母子家庭で育つ。愛知淑徳大学文学部英文学科を卒業。中学校高等学校教諭1種英文科を取得した。大学卒業後は世界各国を訪問し、海外で働くことを希望したが、家庭の事情で断念。結婚式場スタッフを経て、2002年に結婚した後は夫と共に自営建設内装業に従事した。30代前半の時には乳癌を患った。
2020年の新型コロナウイルス感染症の世界的流行を機に、国民の行動を制限する政策や、コロナワクチンの接種推奨への疑問から政治を志す。
2023年7月、参政党愛知県国政改革員に就任し、政治活動を始める。
2024年、第50回衆議院議員総選挙に愛知3区から参政党公認で立候補するも、落選した。
2025年、第27回参議院議員通常選挙に愛知県選挙区から参政党公認で立候補し、初当選した。

## 選挙歴
| 当落 | 選挙                     | 執行日         | 年齢 | 選挙区       | 政党   | 得票数     | 得票率 | 定数 | 得票順位 /候補者数 | 政党内比例順位 /政党当選者数 |
| ---- | ------------------------ | -------------- | ---- | ------------ | ------ | ---------- | ------ | ---- | ------------------ | ---------------------------- |
| 落   | 第50回衆議院議員総選挙   | 2024年10月27日 | 47   | 愛知県第3区  | 参政党 | 1万7234票  | 7.81%  | 1    | 5/5                | /                            |
| 当   | 第27回参議院議員通常選挙 | 2025年07月20日 | 47   | 愛知県選挙区 | 参政党 | 53万1387票 | 14.87% | 4    | 3/14               | /                            |